# Лондонский буддийский центр

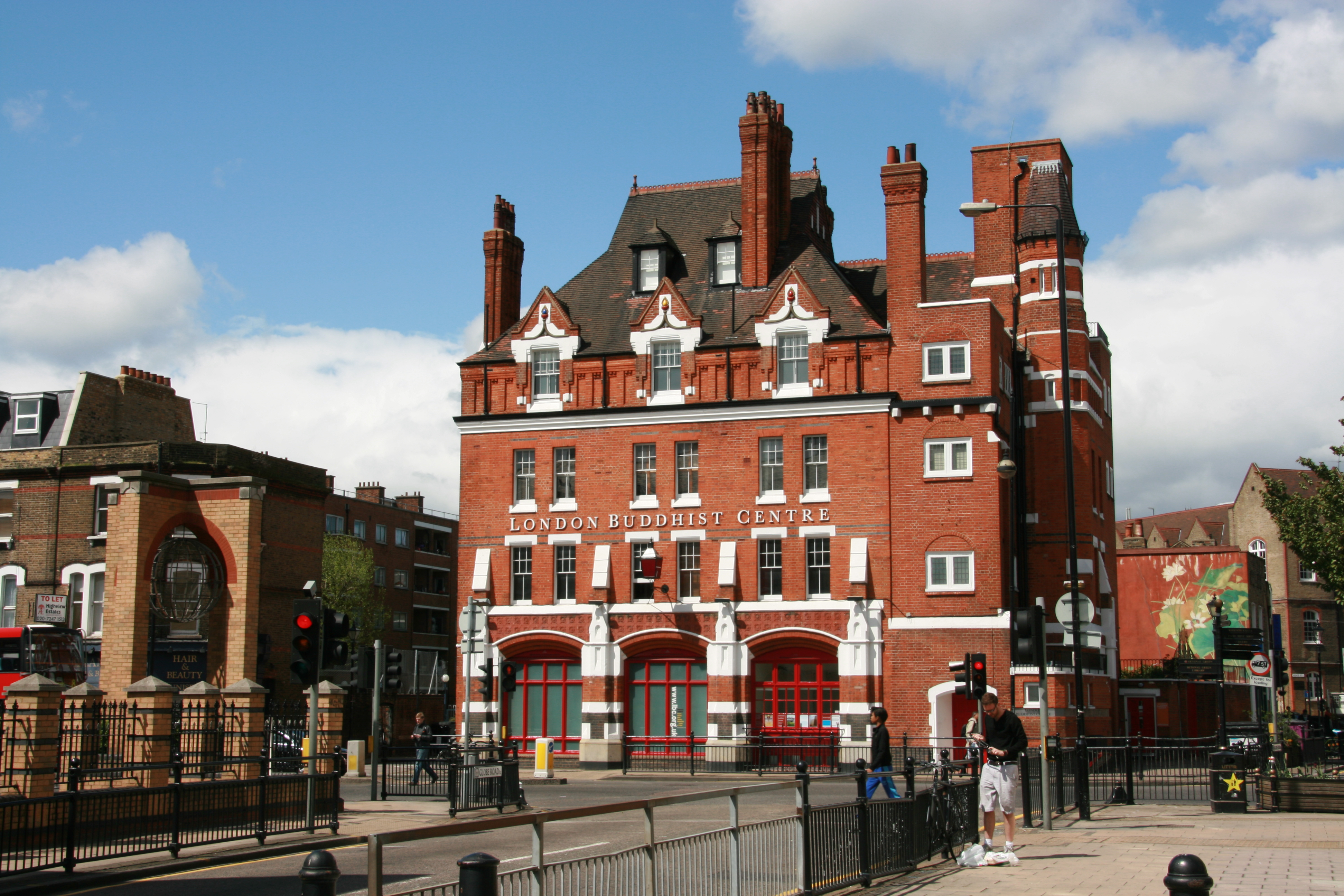

Лондонский буддийский центр — медитативный и просветительский центр организации "Буддийская община Триратна", находится в районе Бетнал-Грин (боро Тауэр-Хэмлетс). Центр основан в 1978 году, располагается в здании бывшей пожарной части 1888 года постройки. Основателем общины Триратна является известный британский пропагандист буддизма Сангхаракшита.